# Al-Hasakah (district)
Al-Hasakah (Arabisch:منطقة الحسكة) is een district in het gouvernement Al-Hasakah in noordoosten van Syrië. Het administratieve centrum is de stad Al-Hasakah.
Bij de laatste officiële volkstelling van 2004 (voor de Syrische Burgeroorlog) had het district 480.394 inwoners.